# Konfiguration (Erzähltheorie)
Konfiguration ist die Menge der Figuren eines Textes, Schauspiels oder Films und ihrer Beziehungen untereinander. Synonyme hierfür sind Personenkonstellation und Figurenkonstellation. Es handelt sich um eine narrative Struktur, die man oft grafisch oder tabellarisch – in einer „Konfigurationsmatrix“ – darstellen kann.

## Positionen der Literaturwissenschaft
Gero von Wilpert nennt Konfiguration eine „dichterische Struktur“ und definiert diese als „Anordnung“ und „wechselseitiges Bezogensein der Einzelteile, etwa der Figuren und ihrer Konflikte im Drama“. Definiert wird eine Konfiguration durch "konfigurationskonstitutive Oppositionen", also Gegensätze bezüglich der sozialen Hierarchie, des Charakters, der Ziele, die eine Figur verfolgt usw. Dabei entstehen Allianzen und Aversionen, man unterscheidet den oder die Protagonisten, Antagonisten, Hauptpersonen, Nebenfiguren, Helferfiguren. Das Ergebnis der Handlung ist in der Regel eine Konfigurationsänderung, sei es ein Positionentausch in der Konfiguration, sei es ein Ausscheiden einer Figur durch Tod o. ä.
Die Konfiguration und ihre potentielle Veränderbarkeit oder Unveränderbarkeit stellen ein literarisches Modell der Wirklichkeit dar.
Etwas enger definiert Manfred Pfister den Begriff für das Drama, das mit den erzählerischen Texten die Handlung gemein hat und insofern ebenfalls zu den narrativen Texten gezählt werden kann: „Unter Konfiguration verstehen wir die Teilmenge des Personals, die jeweils an einem bestimmten Punkt des Textverlaufs auf der Bühne präsent ist“.